# Game Boy Camera

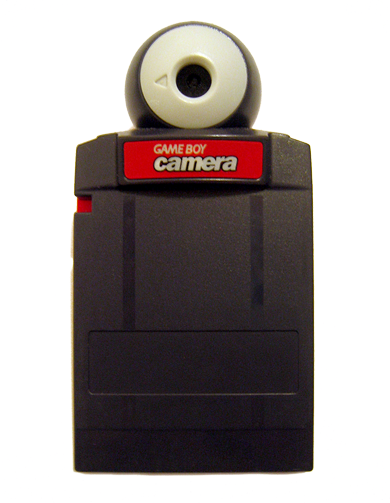
Een rode Game Boy Camera

De Game Boy Camera is een fotocamera die is uitgebracht door Nintendo voor de Game Boy in 1998. De camera maakt het mogelijk om foto's op de Game Boy te maken. De Game Boy Color en Game Boy Advance ondersteunen deze camera ook.
De foto's zijn te bewerken. Een gefotografeerd gezicht kan worden uitgesneden en gebruikt worden voor een spelletje. Met de thermische printer Game Boy Printer, die kan worden aangesloten op de Game Boy, kunnen de foto's worden uitgeprint en vervolgens bijvoorbeeld als sticker gebruikt.

## Varia
- Amber Young maakte met een Game Boy Camera een foto die gebruikt werd voor de hoes van het Neil Young-album Silver & gold (2000).
- Er zijn diverse instagram accounts als the Gameboy cameraman die de blokkige stijl gebruiken voor retro achtige foto's